# Francisco de Barros
Francisco de Barros (? - 13 de Junho de 1570) foi um militar, diplomata e administrador colonial português.

## Biografia
Não se sabe quem era este Francisco de Barros nomeado nos Livros de Armas, mas talvez fosse Francisco de Barros de Paiva, filho de João de Barros de Azevedo, Contador-Mor do Reino, e de sua mulher Ana Figueira, o qual sucedera a seu pai na Contadoria-Mor do Reino, teve Comenda na Ordem de Cristo e foro na Casa Real, com 2$000 réis de moradia, e esteve vinte anos na Índia, onde serviu valorosamente. Voltando ao Reino, acompanhou seu parente D. Gil Eanes da Costa na Embaixada ao Imperador Carlos V do Sacro Império Romano-Germânico, cuja Corte abandonou por desavenças, pelo que regressou à Pátria. D. João III de Portugal o mandou por Capitão de São Tomé, onde se conservou oito anos, adquirindo grande riqueza. Foi também 1.º Governador da Costa da Mina, Capitão de Mazagão, e do Conselho do Rei. Ao mesmo Príncipe serviu também comandando uma Frota que comboiava navios com trigo para o abastecimento do Reino. Viveu na Quinta da Fonte Velha, no limite de Pontével, termo de Santarém, e morreu a 13 de Junho de 1570, vindo a ser sepultado no capítulo do Mosteiro de São Francisco de Lisboa.
A Francisco de Barros deu-se por acrescentamento das Armas dos de Barros (de vermelho, com três bandas de prata, acompanhadas de nove estrelas de seis pontas de ouro, postas 1, 3, 3 e 2; timbre: aspa de vermelho, carregada de cinco estrelas do escudo): chefe de ouro carregado de um leão de azul, armado de vermelho; timbre: o mesmo leão. Alguns autores descrevem diferentemente este acrescentamento, chamando leopardo ao leão e dando por timbre três troncos esgalhados, de sua cor, atados de vermelho, que é uma variante do timbre dos de Bairros.